# Johann Ludwig Casper

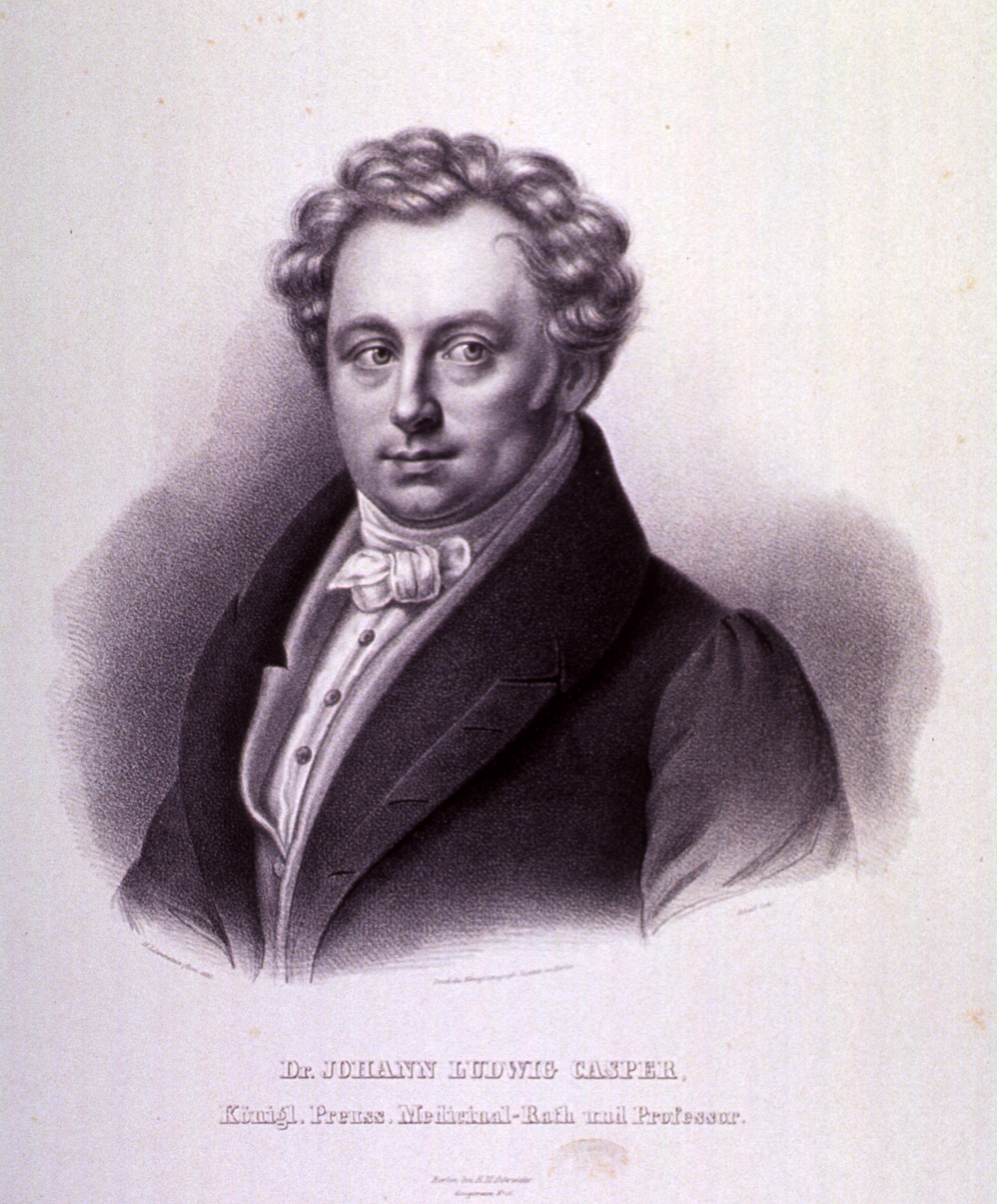
Johann Ludwig Casper (1832).

Johann Ludwig Casper (* 11. März 1796 in Berlin; † 24. Februar 1864 ebenda), vormals Hirsch Casper, war ein deutscher Rechtsmediziner.

## Leben und Wirken
Johann Ludwig Casper war der Sohn des Johann Joachim Casper, vormals Casper Jochen (1770–1803) und der Adelheid, vormals Edel (gest. 1805), geb. Leffmann. Seine Geschwister waren Carl Johann Theodor (* 24. August 1798; † 19. Januar 1828), Wilhelmine Adelheid (* um 1796; † 22. Dezember 1829), seit 1817 verheiratet mit dem Bankier Christian Leopold Liman (1784–1833), und Henriette Emilie Adelheid Casper (* 19. Juli 1802; † 4. September 1866), die nach dem Tod ihrer Schwester den verwitweten Liman heiratete.
Casper bereitete sich zunächst auf den Apothekerberuf vor und studierte dann in Berlin, Göttingen und Halle, wo er 1819 promovierte. Als Medizinstudent schrieb er die Libretti zu den ersten vier Opern des jugendlichen Felix Mendelssohn Bartholdy. Unter dem Pseudonym Till Ballistarius veröffentlichte er 1818 das romantische Trauerspiel Die Karfunkel-Weihe.

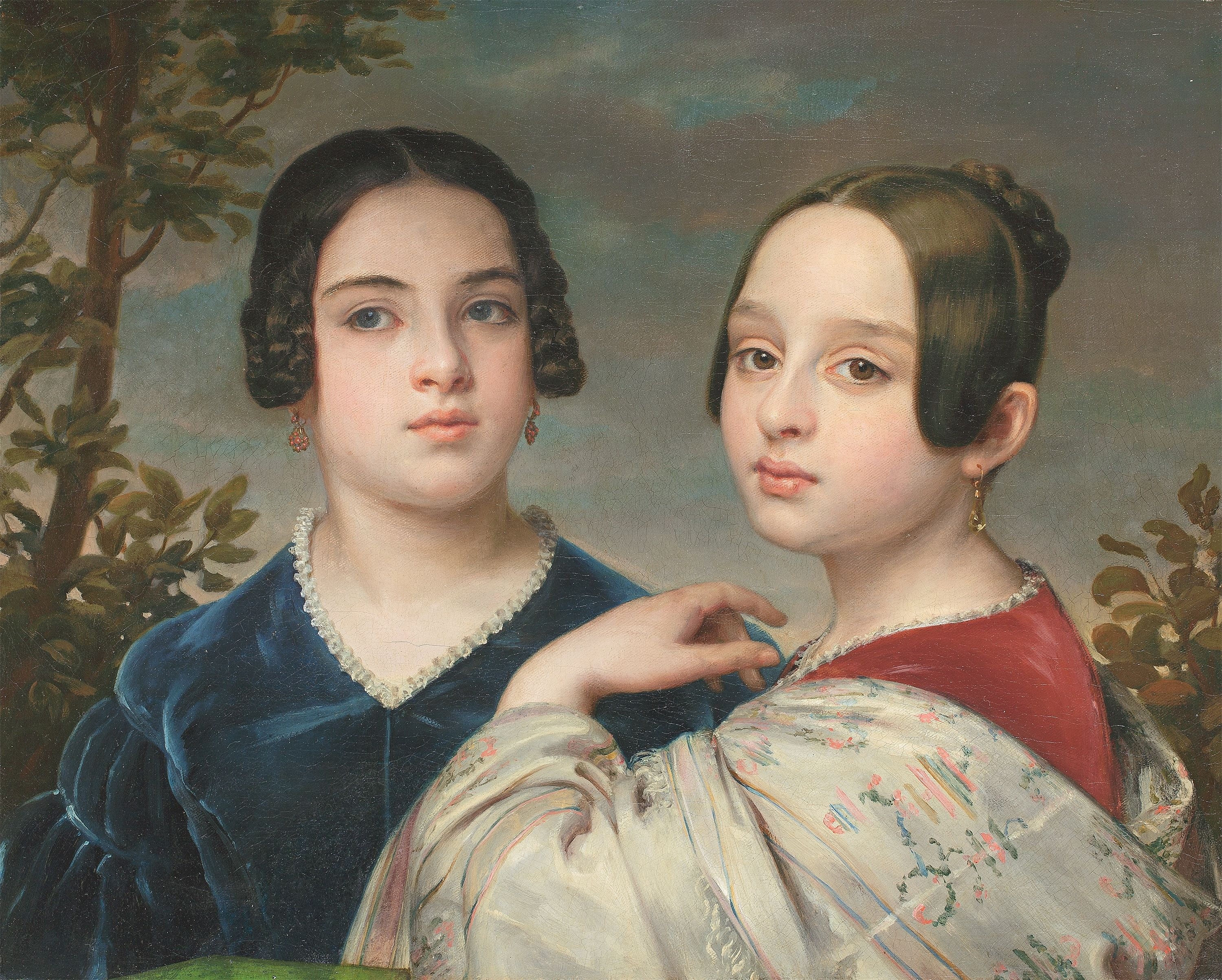
Die Töchter Elise und Pauline, etwa im vierzehnten Lebensjahr. Doppelporträt von Eduard Magnus (um 1840)

Am 1. Mai 1823 heiratete Johann Ludwig Casper Fanny Maria Eusebia (* 31. Juli 1798; † 11. April 1845), geb. Robert-Tornow, eine Nichte Rahel Varnhagens. Das Ehepaar hatte vier Töchter: Elise Antonia Luise (1824–1903), die 1872 in Berlin Georg Eduard Martin Schläger (1828–1895) ehelichte und nach Dresden ging, sowie Pauline (1825–1904), Bertha (1829–1833) und Clara (1832–1894). Während Bertha früh verstarb, bliebe Pauline und Clara zeitlebens unverheiratet. Auch Elise trennte sich nach rund zwanzigjährigem Zusammenleben 1894 ohne offizielle Scheidung von ihrem Ehemann, einem Sohn des Hamelner Pfarrers Franz Georg Ferdinand Schläger, der in Dresden blieb, wo er für antisemitische Zeitungen schrieb, und in Plauen verstarb. Am 12. September 1853 heiratete Johann Ludwig Casper in zweiter Ehe Henriette Clara (* 8. Juni 1814; † 27. Januar 1868), geborene Jäger, Tochter des Herrenschneiders Johann Gottlieb Jäger und der Christine Elisabeth, geb. Pfeifer, die zuvor seit etwa 1830 Erzieherin der Casperschen Töchter gewesen war.
1824 wurde Casper Privatdozent, 1825 Extraordinarius und Medizinalrat im Brandenburgischen Medizinalcollegium, von 1839 bis zu seinem Tod 1864 ordentlicher Professor für Medicina forensis und  Medicina publica an der Friedrich-Wilhelms-Universität Berlin. Seit 1841 war er zudem städtischer Gerichtsphysikus.
Von 1833 bis 1851 gab er die Wochenschrift für die gesammte Heilkunde, danach ab 1852 bis zu seinem Tod die Vierteljahrsschrift für gerichtliche und öffentliche Medizin heraus.
1864 starb Johann Ludwig Casper im Alter von 67 Jahren in Berlin und wurde auf dem Alten St.-Matthäus-Kirchhof in Schöneberg beigesetzt. Sein Haus in der Bellevuestraße No. 16, in dem seine Witwe und die drei Töchter lebten, fiel nach dem Tod von Pauline Casper an die Universität Berlin als Teil der Casperschen Stiftung, deren Aufgabe die Erteilung von Stipendien ausschließlich an evangelisch getaufte Studierende war. Zwei Jahre später verstarb seine Schwester Henriette, deren Tochter Maria Wilhelmine Theodore (1833–1905), Caspers Nichte, mit ihrem Ehemann, dem Hauptmann a. D. Julius Karl Heinrich von Schkopp (1830–1882), 1905 testamentarisch die Errichtung einer „Henriette-Liman-Casper-Stiftung für würdige, hilfsbedürftige, elternlose Töchter des Beamten-, Offizier-, Gelehrten oder Kaufmannstandes“ und eine weitere Stiftung für jährlich acht „hilfsbedürftige Töchter gebildeter Eltern“ verfügte.
Caspers Grabstätte ist nicht erhalten geblieben.
Nach Johann Ludwig Casper ist die Casper-Regel benannt, eine grobe Einschätzung über die Liegezeit von Leichen.
Sein Neffe Carl Liman, Sohn von Christian Leopold und Wilhelmine Adelheid Liman, geb. Casper, wurde ebenfalls Rechtsmediziner und veröffentlichte ab der 5. Auflage (1871) das Handbuch der gerichtlichen Medizin weiter.

## Veröffentlichungen
- Beiträge zur medizinischen Statistik und Staatsarzneikunde, 2 Bände, Berlin 1825–35
- Ueber die wahrscheinliche Lebensdauer des Menschen, 1843
- Denkwürdigkeiten zur medizinischen Statistik und Staatsarzneikunde, 1846
- Ueber Nothzucht und Päderastie und deren Ermittlung Seitens des Gerichtsarztes. In: Vierteljahrsschrift für gerichtliche und öffentliche Medicin. Bd. 1 (1852), S. 21–78 (Digitalisat).
- Practisches Handbuch der gerichtlichen Medicin, 2 Bände (Band 1: Biologischer Theil, Band 2: Thanatologischer Theil), Berlin 1856
  - 2. Auflage. August Hirschwald, Berlin 1858
  - 3. Auflage. August Hirschwald, Berlin 1860 (2. Band)
    - A Handbook of the practice of forensic medicine (Übersetzung der 3. Auflage durch George William Balfour), The New Sydenham Society, London; 1861: 1. Band, 1862: 2. Band, Kopie, 1864: 3. Band, 1865: 4. Band
    - Traité Pratique de médecine Légale (Übersetzung durch Gustave Germer Bailliére), Librairie Médicale Germer Baillière, Paris 1862 (1. Band, 2. Band)

  - 4. Auflage. 1864, mit Atlas (Digitalisat des Atlas)
  - 5. Auflage. Neu bearbeitet und vermehrt von Carl Liman, August Hirschwald, Berlin 1871 (1. Band, Kopie; 2. Band, Kopie)
  - 6. Auflage. Carl Liman: Johann Ludwig Casper’s Handbuch der Gerichtlichen Medicin, August Hirschwald, Berlin 1876 (1. Band, 2. Band)
  - 7. Auflage. Carl Liman: Johann Ludwig Casper’s Handbuch der Gerichtlichen Medicin, August Hirschwald, Berlin 1881 (1. Band, Kopie, 2. Band)
  - 8. Auflage. Carl Liman: Johann Ludwig Casper’s Handbuch der Gerichtlichen Medicin, Berlin 1889
  - 9. Auflage. Adolf Schmidtmann (Hrsg.): Handbuch der gerichtlichen Medizin. Neunte Auflage des Casper-Limanschen Handbuches, 3 Bände, August Hirschwald, Berlin 1905: 1. Band, 1907: 2. Band, 1906: 3. Band
- Klinische Novellen zur gerichtlichen Medizin, 1862 (Digitalisat)